# Копорский 4-й пехотный полк
4-й пехотный Копорский генерала графа Коновницына, ныне Его Величества Короля Саксонского полк — воинская часть Русской императорской армии. В 1833—1918 годах входил в состав 1-й пехотной дивизии.
- Старшинство — 16 мая 1803 г.
- Полковой праздник — 30 августа.

## Места дислокации
- 1820 — г. Романов.  Второй батальон на поселении в Новгородской губернии.
- Смоленск.

## История
- 16 мая 1803 — по повелению императора Александра I из рот, выделенных от 11-ти гренадерских и мушкетёрских полков: Санкт-Петербургского, Таврического и Екатеринославского гренадерских; Черниговского, Тобольского, Севского, Днепровского, Ревельского, Софийского, Псковского и Тульского мушкетёрских, - сформирован Копорский мушкетёрский полк (в составе одного гренадерского и двух мушкетёрских батальонов, — каждый из четырёх рот).
- 1806—1807 — Полк в составе 3-й дивизии г-л. Ф. В. фон дер Остен-Сакена участвовал в сражениях русско-прусско-французской войны: при Пултуске, Прейсиш-Эйлау, Гейльсберге, Фридланде.
- 1808—1809 — Участвовал в русско-шведской войне (Готландская экспедиция).
  - 3 мая 1808 — Одно знамя потеряно при капитуляции полка в составе отряда адмирала Бодиско на о. Готланд.
- 22 февраля 1811 — Копорский пехотный полк.
- 25 июня 1812 — Переведен в 23-ю пехотную дивизию.
- 7 августа 1812 — Принимал участие в бою у Валутиной горы.
- 26 августа 1812 — Участвовал в Бородинском сражении, было убито 117, ранено 263, пропало без вести 120 нижних чинов.
- Апрель 1813 — Переведен в 6-ю пехотную дивизию.
- 1828—1829 — В ходе русско-турецкой войны полк принимал участие в блокаде Силистрии и в Кулевчинском сражении.
- 1831 — Сводный батальон полка принял участие в подавлении Польского восстания, в частности, в боях у г. Шавли.
- 28 января 1833 — Присоединен 2-й егерский полк (который передал ему свои отличия) и назван Копорским егерским полком.
- 24 мая 1833 — Включен в состав 1-й пехотной дивизии.
- 14 августа 1852 года — Шефом полка назначен принц Альберт Саксонский. Наименован Егерским Его Королевского Высочества принца Альберта Саксонского полком.
- 17 августа 1854 — Егерский Его Королевского Высочества наследного принца Саксонского полк.
- 17 апреля 1856 — Пехотный Его Королевского Высочества наследного принца Саксонского полк.
- 19 марта 1857 — Копорский пехотный Его Королевского Высочества наследного принца Саксонского полк.
- 25 марта 1864 — 4-й пехотный Копорский Его Королевского Высочества Наследного принца Саксонского полк
- 18 октября 1873 — 4-й пехотный Копорский Его Величества Короля Саксонского полк.
- 16 июля 1902 года повелено по случаю кончины короля Саксонского именоваться: 4-й пехотный Копорский полк.
- 16 мая 1903 года полку исполнилось 100 лет со дня формирования. Полку было пожаловано новое Георгиевское знамя с юбилейной Александровской лентой с надписью «1803—1903» с сохранением и прежней на знамени надписи «За отличие при Кулевче 30-го мая 1829 г. и в Турецкую войну 1877 и 1878 годов»
- В 1905 году во время Японской войны полк был отправлен в Маньчжурию, но в связи с заключением мира участия в боях не принял.
  - Всего к 1911 году полк участвовал в 18 больших сражениях и многих небольших «делах, стычках и перестрелках с неприятелем».
- 26 августа 1912 — К столетию Бородинского сражения Копорский пехотный полк, входивший в 1812 г. в дивизию П. П. Коновницына, назван 4-м пехотным Копорским генерала графа Коновницына полком.
- 6 мая 1913 — 4-й пехотный Копорский генерала графа Коновницина, ныне Его Величества Короля Саксонского полк.
- 26 июля 1914 — 4-й пехотный Копорский генерала графа Коновницына полк.
- 31 января 1918 — пополнен добровольцами XIII-го армейского корпуса и преобразован в 4-й пехотный Красный полк Рабоче-Крестьянской Красной Армии.

 На Бородинском поле сражался и 4-й Копорский пехотный полк. Потом его воины освобождали от турецкой зависимости Болгарию, в русско-японскую войну сражались у Порт-Артура, под Ляояном, Мукденом. В первую мировую полк воевал против немцев, дрался в Галиции, участвовал в Брусиловском прорыве, в боях у Львова и в Карпатах. В февральскую революцию 4-й Копорский распался, но ядро его из 250 человек перешло на сторону большевиков, уехало в Старую Руссу, где влилось в 10-й Новгородский стрелковый полк. После гражданской войны воинская часть была переформирована в 312-й Новгородский стрелковый полк. В составе 26-й Златоустовской Краснознаменной стрелковой дивизии полк 19 сентября 1941 года прибыл на Северо-Западный фронт. А три дня спустя дивизия приняла первый бой у бывшего райцентра Лычково. Потом Новгородский полк сражался под Лужно, в районе Старой Руссы, освобождал город Холм  (недоступная ссылка).

 В Ленинградском военном округе есть полк, действительно сохранивший свою историю! Я сама туда ездила — еще в годы перестройки, помогала им от ЦК ВЛКСМ. Один из батальонов 4-го пехотного Копорского полка, учрежденного в 1803 году и расформированного в 1917-м, превратился в полк Красной, а потом Советской армии. Командование этим было заинтересовано, энтузиасты создали там музей, нашли какие-то мундиры, даже Бородинскую диораму сделали… Более того, где-то получили знамя Копорского полка и принятие присяги начиналось с выноса не только Боевого Красного, но и этого знамени .

## Шефыполка
- 16.05.1803 — 28.09.1803 — генерал-майор Языков, Иван Васильевич
- 28.09.1803 — 29.05.1807 — генерал-майор Варник, Лаврентий Лаврентьевич
- 27.06.1807 — 30.08.1807 — полковник Потресов, Матвей Григорьевич
- 30.08.1807 — 17.02.1808 — полковник (с 12.12.1807 генерал-майор) Гнааде, Карл Юрьевич
- 17.02.1808 — 12.06.1808 — полковник Лихарев, Владимир Васильевич
- 16.11.1809 — 26.05.1812 — полковник Воейков, Яков Андреевич
- 29.05.1812 — 21.01.1813 — полковник (с 16.12.1812 генерал-майор) Рылеев, Михаил Николаевич
- 21.01.1813 — 22.06.1815 — полковник Островский, Сергей Борисович
- 14.08.1852 — 16.06.1902 — принц, наследный принц, король Саксонский Альберт
- 06.05.1913 — 01.08.1914 — король Саксонский Фридрих Август III

## Командиры полка
(Командующий в дореволюционной терминологии означал временно исполняющего обязанности начальника или командира).
- 28.07.1803 — 30.08.1807 — полковник Гнааде, Карл Юрьевич
- 12.06.1808 — 16.11.1809 — полковник Воейков, Яков Андреевич
- 16.11.1809 — 11.07.1812 — командующий майор Суханов, Александр Кузьмич
- 11.07.1812 — 26.08.1812[2] — командующий полковник фон Паткуль, Владимир Григорьевич
- 26.08.1812 — 11.09.1812 — командующий майор Реган, Иван Платонович
- 22.06.1815 — 14.12.1816 — полковник Островский, Сергей Борисович
- 14.12.1816 — 04.01.1824 — подполковник (с 06.10.1817 полковник) Юлиус, Александр Богданович
- 04.01.1824 — 16.09.1829[3] — подполковник (с 12.12.1824 полковник) Жизневский, Иван Михайлович
- 16.09.1829 — 24.05.1833 — подполковник Макк, Фердинанд Эйноринович
- 24.05.1833 — 19.02.1844 — полковник (с 08.09.1843 генерал-майор) Бодиско, Александр Николаевич
- 19.02.1844 — 01.01.1846 — полковник (с 25.06.1845 генерал-майор) Бабиков, Яков Егорович
- 06.01.1846 — 26.01.1853 — полковник (с 06.12.1851 генерал-майор) Швебс, Карл Александрович
- 26.01.1853 — 31.08.1855 — полковник (с 19.04.1853 генерал-майор) Мильковский, Евгений Петрович
- 24.10.1855 — 12.11.1855 — полковник Амантов, Афанасий Мартынович[4]
- 12.11.1855 — 20.01.1863 — подполковник (с 19.02.1857 полковник) Сорокин, Рафаил Петрович
- 27.01.1863 — 12.05.1864 — полковник Зонн, Карл Христианович
- 12.05.1864 — 30.08.1873 — полковник Алхазов, Яков Кайхосрович
- 30.08.1873 — 20.12.1874 — полковник Ветлицкий, Александр Иванович
- 20.12.1874 — 04.07.1879 — полковник Гоштовт, Адам Карлович
- 17.07.1879 — 11.05.1887 — полковник барон фон Таубе, Фердинанд Фердинандович (Фёдор Фёдорович)
- 07.06.1887 — 11.01.1890 — полковник Львов, Леонид Николаевич
- 22.01.1890 — 25.05.1895 — полковник Бутурлин, Дмитрий Сергеевич
- 10.06.1895 — 24.10.1899 — полковник Дубяго, Александр Егорович
- 31.10.1899 — 22.02.1904 — полковник Кричинский, Константин Ильич
- 19.03.1904 — 12.07.1908 — полковник Кульнев, Илья Яковлевич
- 11.09.1908 — 16.12.1908 — полковник Ратайский, Александр Фомич
- 17.01.1909 — 15.06.1914 — полковник Вейль, Эдуард Сигизмундович (Георгий-Эдуард)
- 19.06.1914 — 16.08.1914[5] — полковник Чут, Иван Николаевич
- 22.11.1914 — 19.03.1915[6] — полковник Бутыркин, Пётр Николаевич
- 19.03.1915 — 07.04.1916 — полковник барон фон Хелленс, Яльмар Фёдорович
- 13.04.1916 — 18.05.1917 — полковник Редькин, Николай Хрисанфович
- 18.05.1917 — после 15.12.1917 — полковник Андриевич, Сергей Александрович

## Боевые отличия
- Георгиевское полковое знамя, с надписью: «За отличие при Кулевче 30 мая 1829 г. и в Турецкую войну 1877—78 гг.»
- Гренадерский бой (поход за военные отличия), пожалованный в 1813 г. за сражение под Витебском
- 1-му и 2-му батальонам знаки на головные уборы, с надписью: «За отличие в Турецкую войну 1877—1878 гг.».
- 3-му батальону новое Георгиевское знамя с надписью: «За отличие в Турецкую войну 1877—1878 гг.».

## Известные люди, служившие в полку
- Кропотов, Пётр Андреевич — драматург
- Судейкин, Георгий Порфирьевич — подполковник Отдельного корпуса жандармов, инспектор секретной полиции Российской империи
- Хемницер, Иван Иванович — поэт-баснописец
- Невежин, Пётр Михайлович — драматург

## Галерея

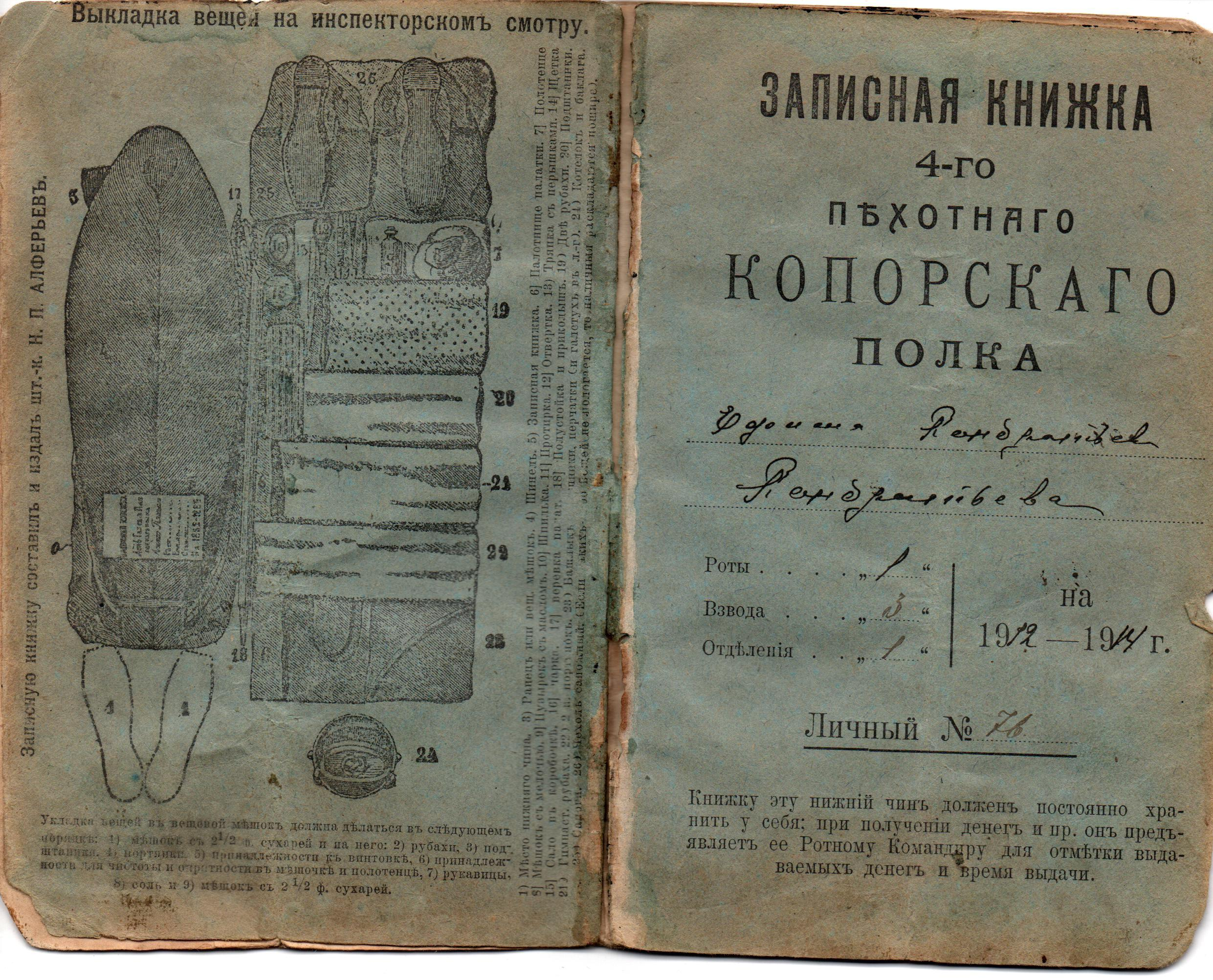
Обложка. Записная книжка 4-го пехотного Копорского полка 1911
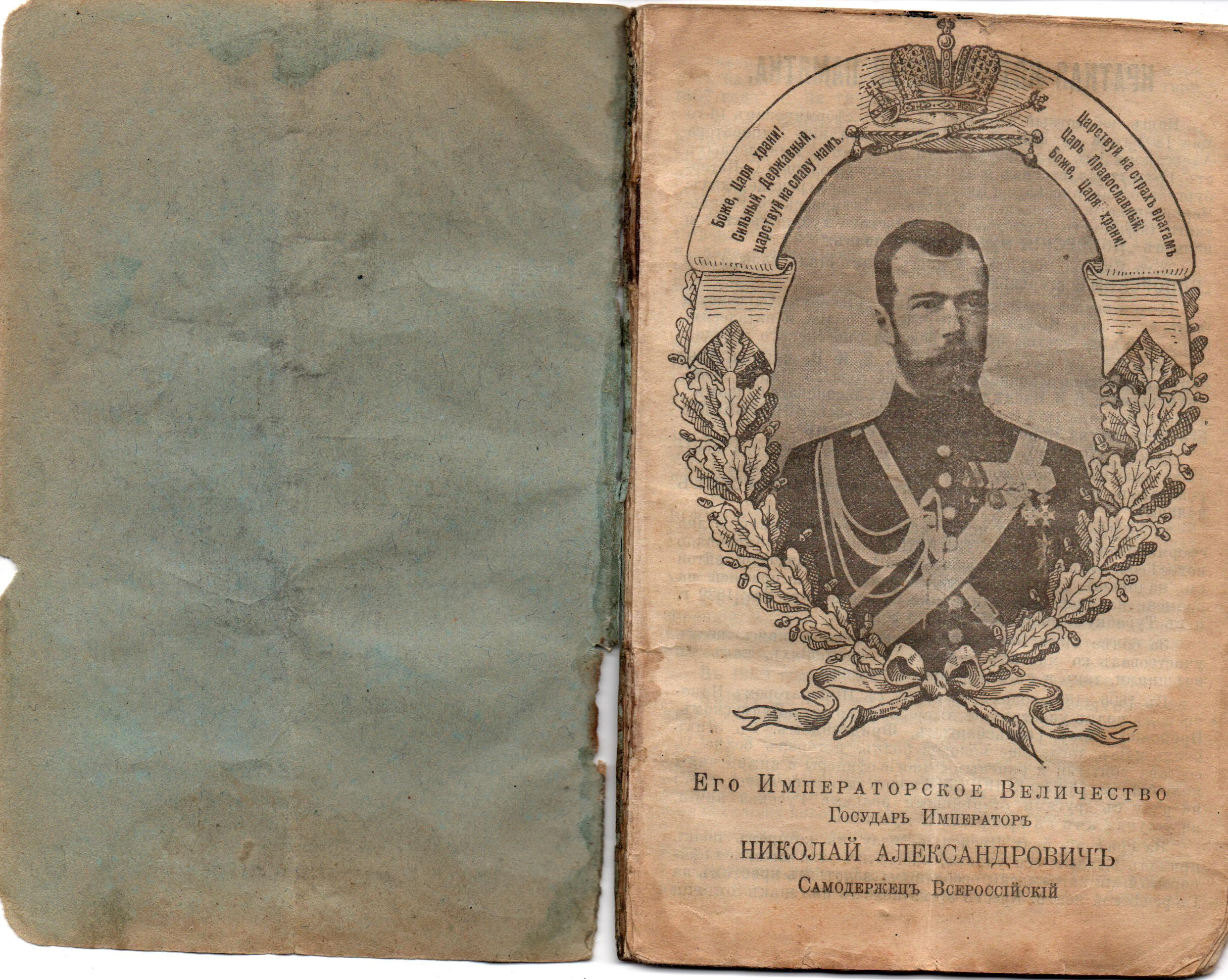
Портрет Императора. Записная книжка 4-го пехотного КОПОРСКОГО полка
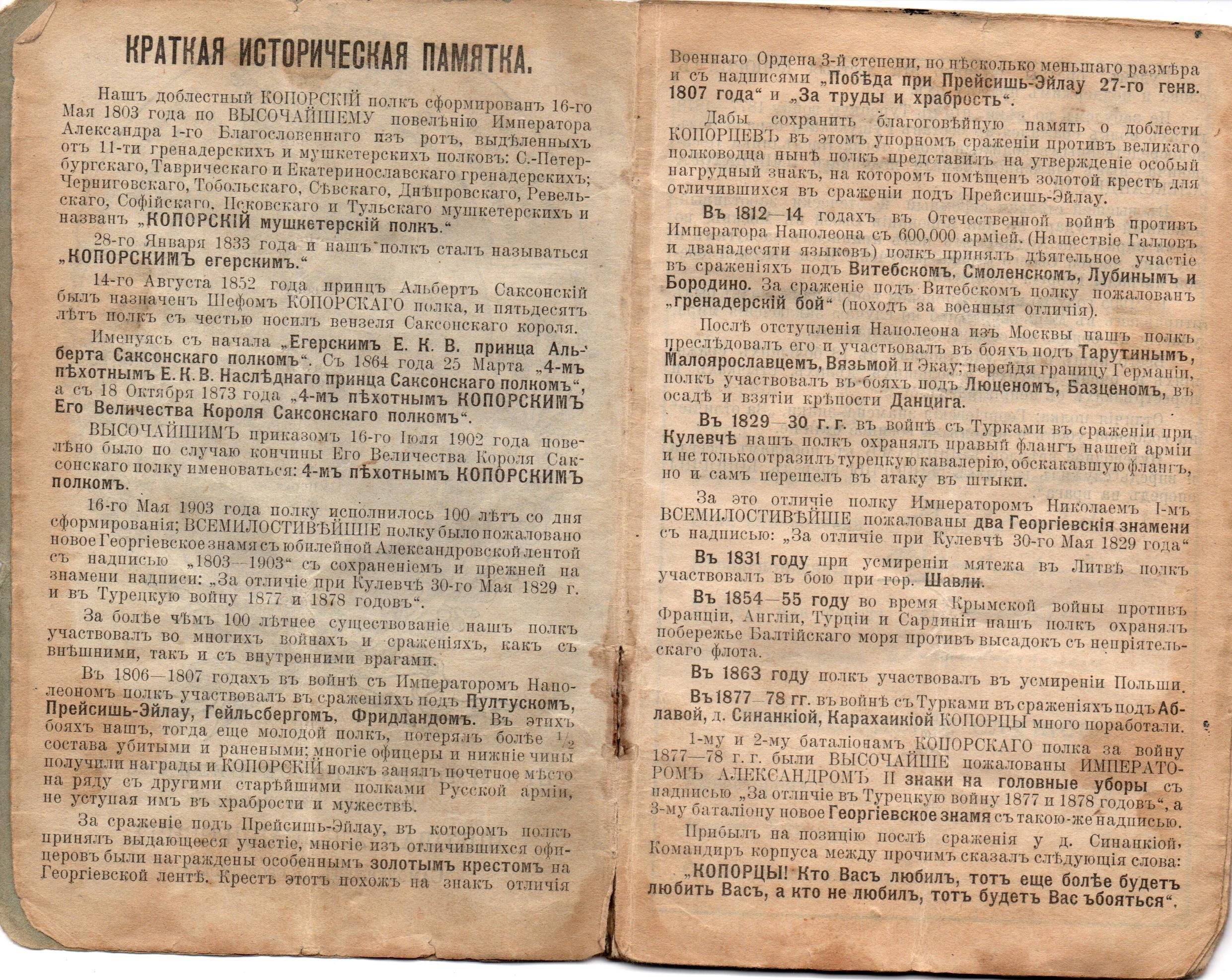
Краткая историческая памятка
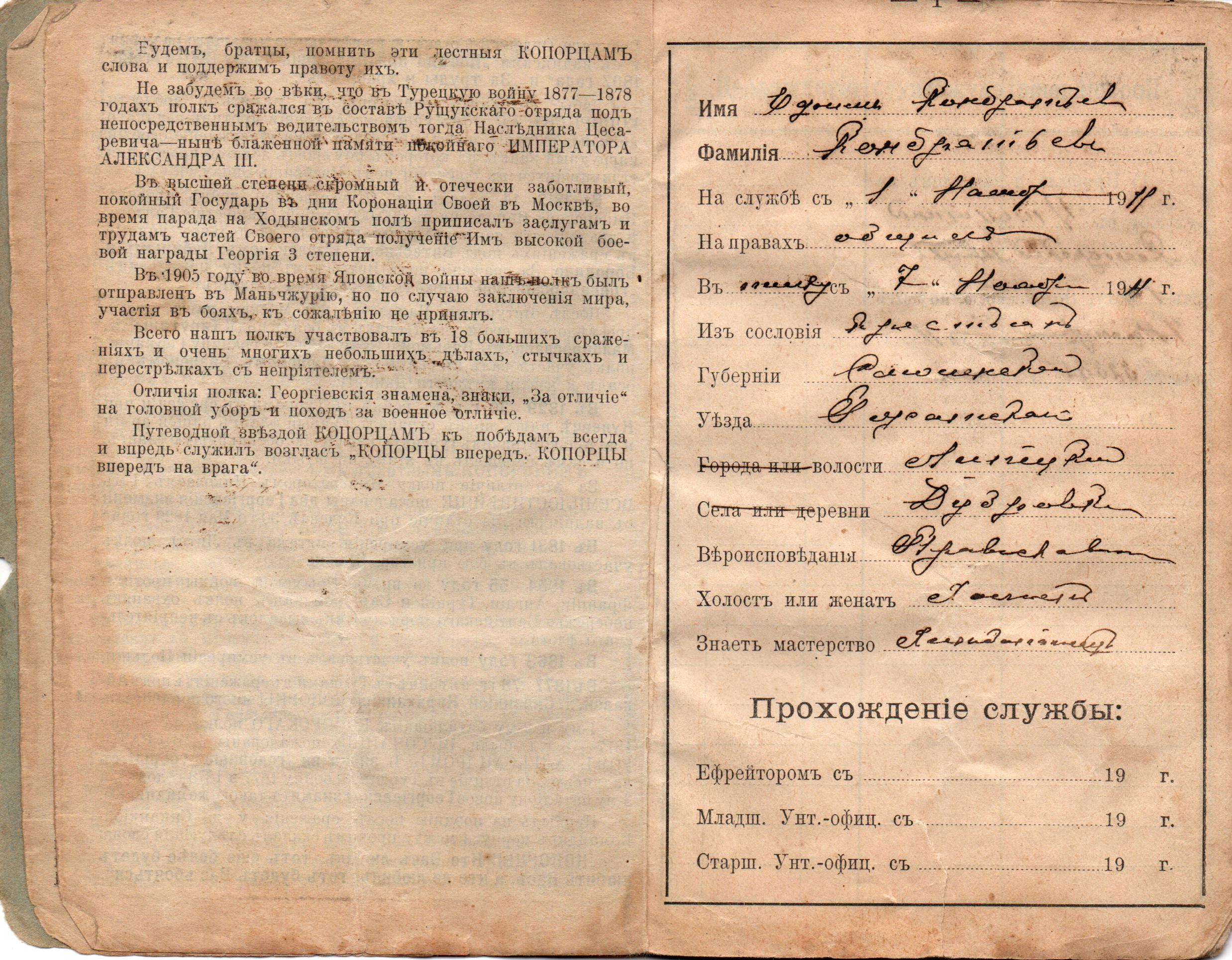
1-я стр.
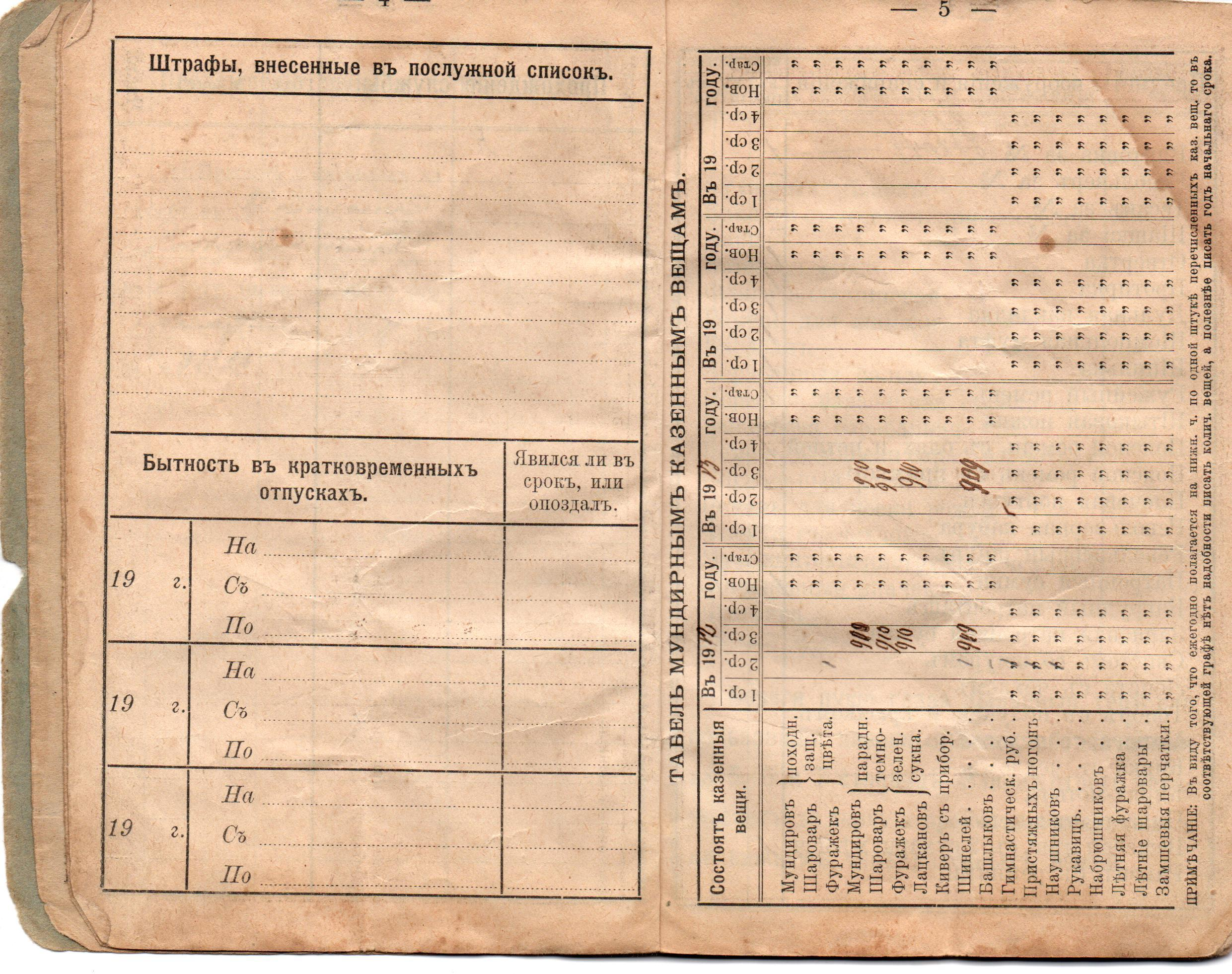
5-я стр.
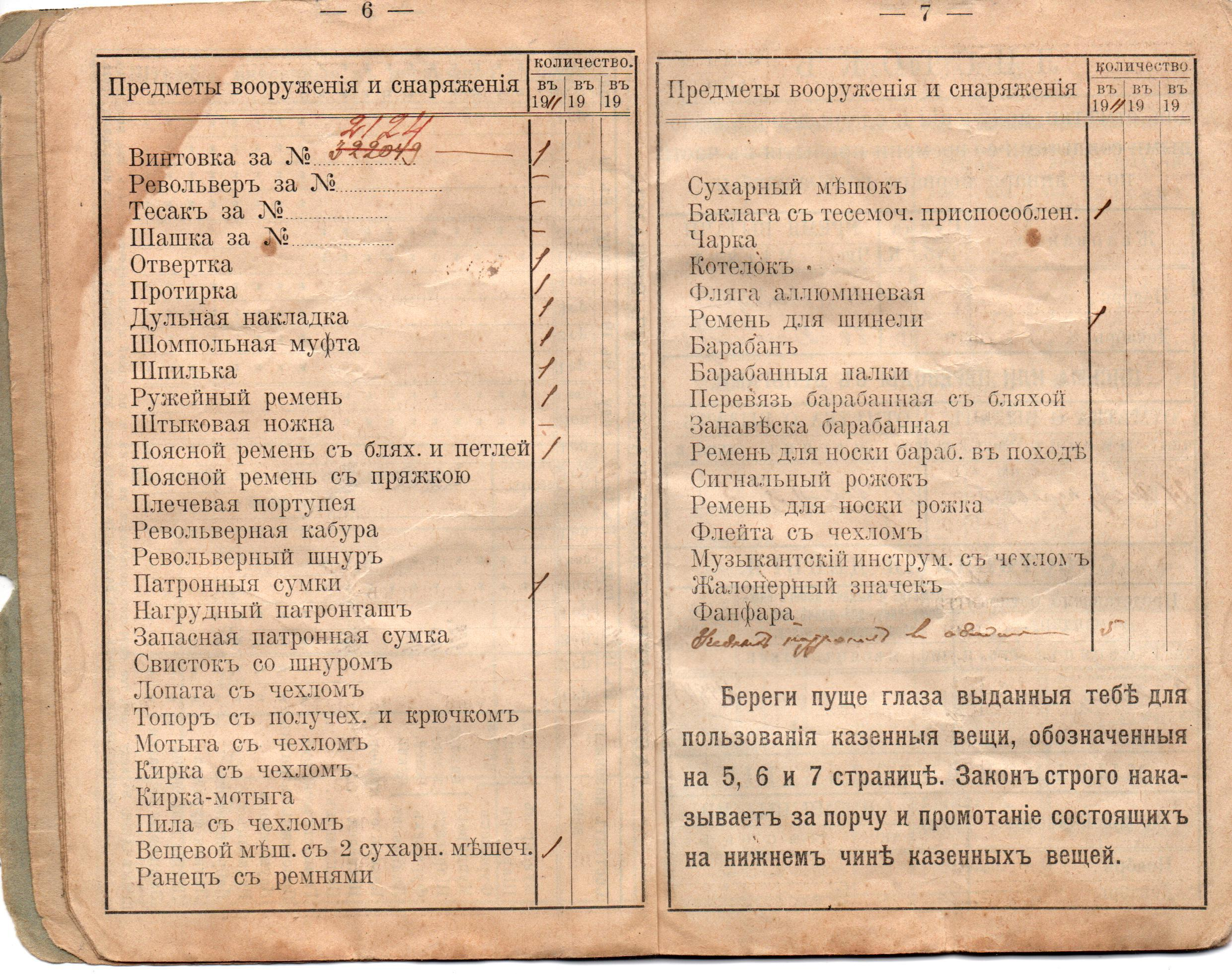
6-7 стр.
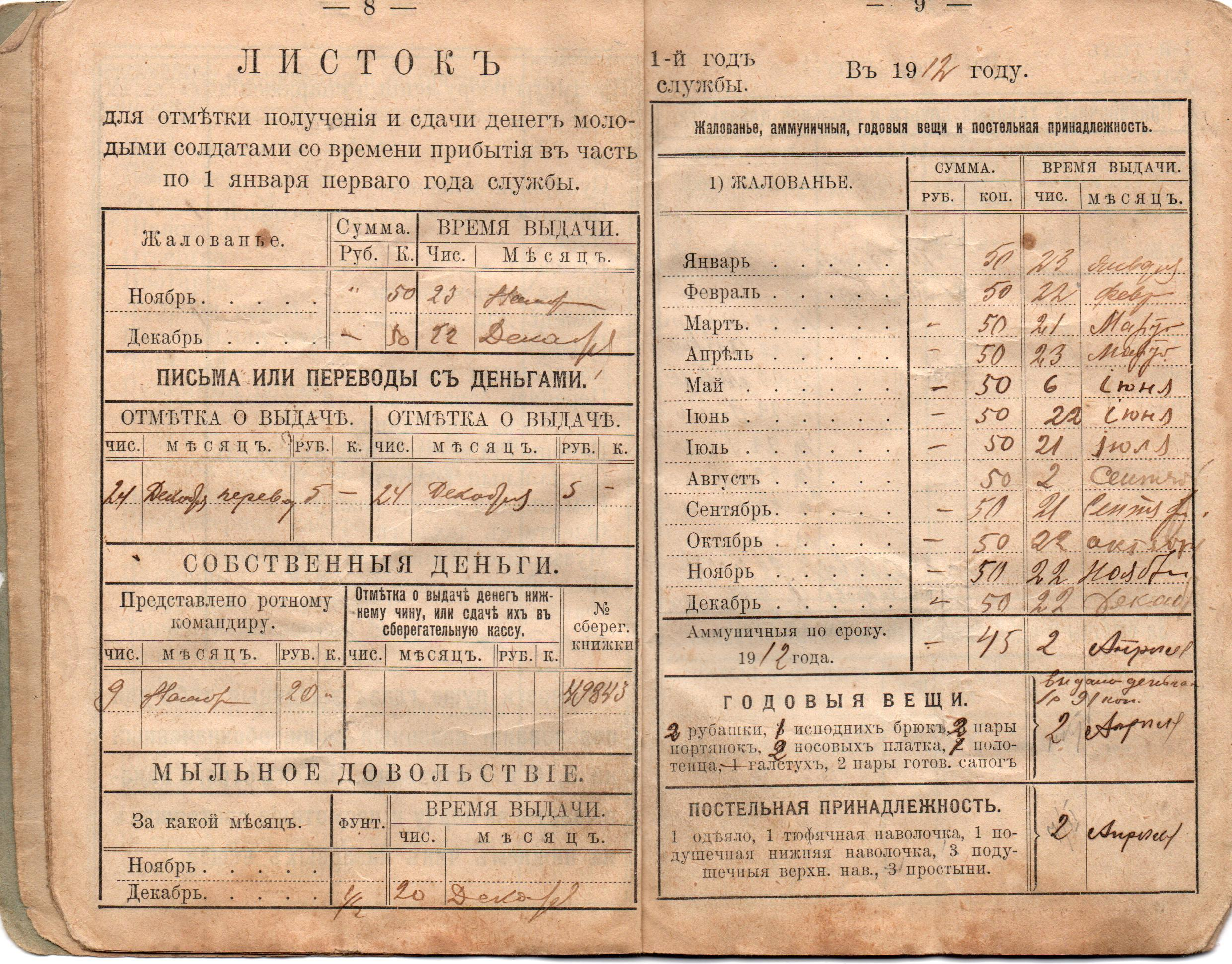
8-9 стр.
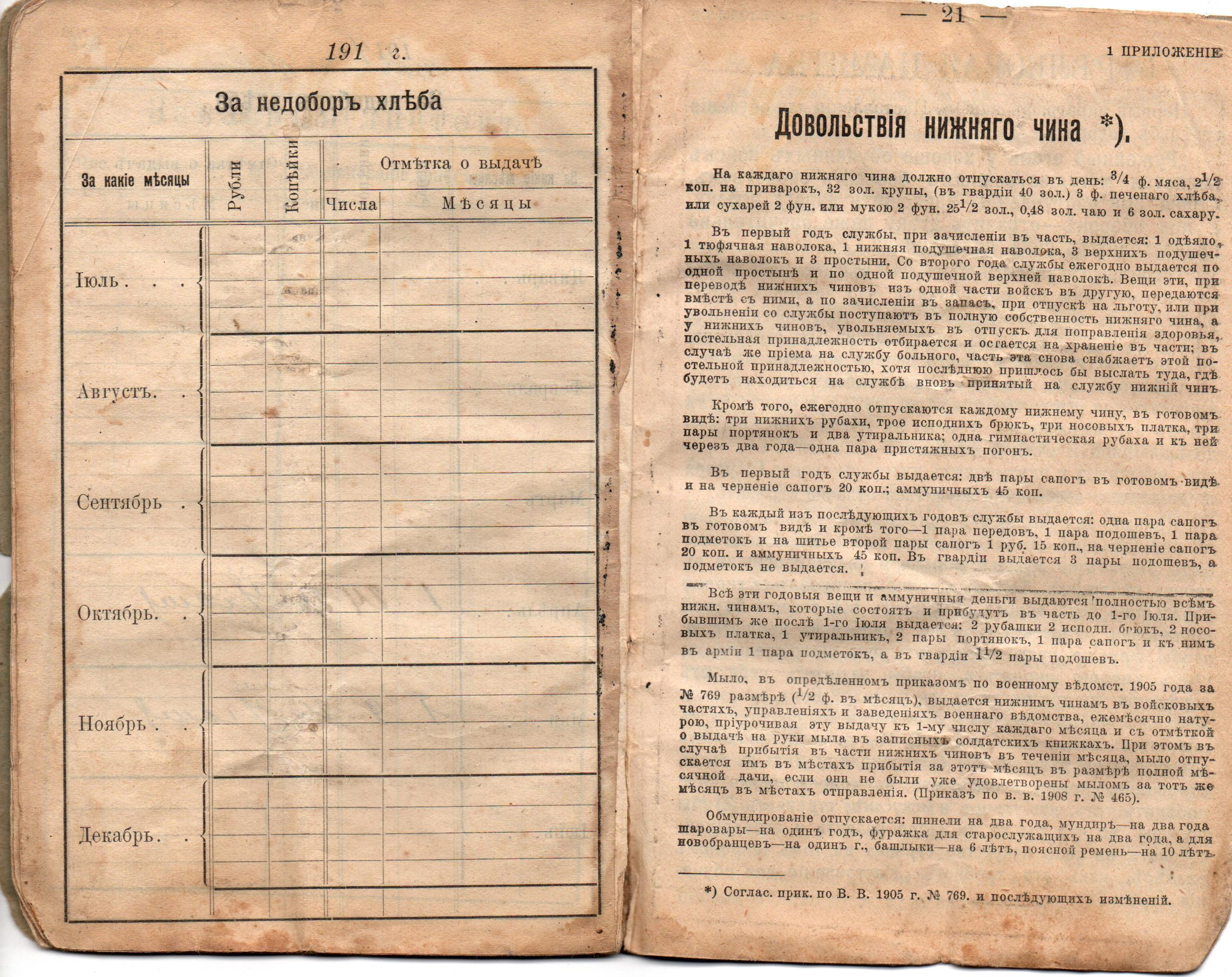
13-я стр.
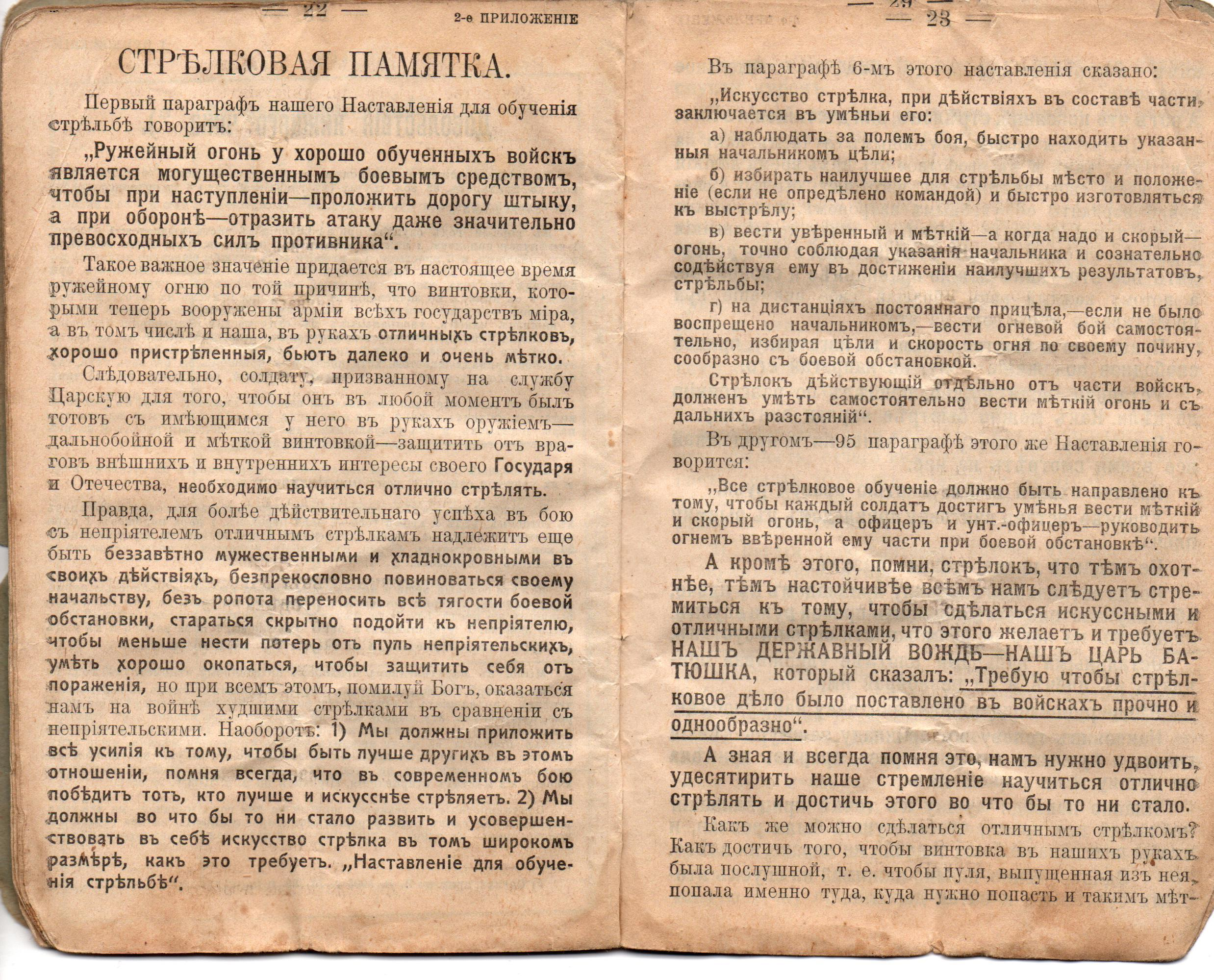
Стрелковая памятка. 22-я стр.